# 美屬薩摩亞參議院
美屬薩摩亞參議院（英語：American Samoa Senate）是美属萨摩亚议会的上議院，由18名參議員組成，其任期為四年。

## 歷史
美屬薩摩亞於1900年成為美國領土，最初由美國海軍進行管理。從1905年起，海軍每年與當地社區派出的代表舉行會議，作為美屬薩摩亞總督的顧問委員會。
1948年，美屬薩摩亞成立兩院制立法機關。上議院稱為阿里伊眾議院，由12名成員組成，分別是圖圖伊拉島的7名高級酋長和馬努阿群島的5名高級酋長。1952年，美屬薩摩亞的行政管理權移交給美國內政部後，該立法機關進行了改革。阿里伊眾議院成員成為總督顧問，同時成立了一個名為參議院的新上議院。一共有15名參議員，其中美屬薩摩亞三個選區各有5名參議員。
1960年，美屬薩摩亞憲法通過。參議院由15名成員組成：當時14個縣各一名，任期四年，另外還有一名參議員，從西區當時的4個縣輪流選出，任期兩年。1967年，美屬薩摩亞憲法修改，將參議院成員改為18名，任期四年。